# Karl-Marx-Schule (Berlin-Neukölln)
Die Karl-Marx-Schule im Berliner Bezirk Neukölln gehört zu den bekanntesten Berliner Reformschulprojekten der Weimarer Republik. Initiiert hat sie der Reformpädagoge Fritz Karsen, der ab 1921 Direktor des Neuköllner Kaiser-Friedrich-Realgymnasiums war. Diesem gliederte er 1923 Arbeiter-Abiturientenkurse an, die es ermöglichten, das Abitur auf dem Zweiten Bildungsweg nachzuholen. 1927 ergänzte er die Schule um eine achtstufige Volksschule. 1929/1930 wurde dieser Versuch einer Einheitsschule, die Merkmale einer heutigen Gesamtschule aufwies, in Karl-Marx-Schule umbenannt.

## Der Weg zur integrierten Gesamtschule

### Von der Lebensgemeinschaftsschule zur Einheitsschule
Karsen entwickelte im von ihm mitbegründeten Bund Entschiedener Schulreformer die Idee einer staatlichen Einheitsschule, in der produktive Gemeinschaftsarbeit unter Mitbestimmung der Schüler durchgeführt werden sollte. Die Erziehung sollte sich dabei „aus der Struktur der werdenden Gesellschaft“ ergeben. Sein erster Versuch, die Ideen praktisch anzuwenden, scheiterte in Berlin-Lichterfelde bei der Umwandlung der Preußischen Hauptkadettenanstalt in eine zivile Schule.
Unter dem Einfluss des Berliner Oberstadtschulrats Wilhelm Paulsen entwickelte Karsen ein neues Gesamtschulkonzept. Es orientierte sich an den Hamburger Lebensgemeinschaftsschulen, die Paulsen seit 1921 in Berlin propagierte. Grundgedanke der Lebensgemeinschaftsschulen war es,

„daß sie ‚nicht Unterrichts- und Erziehungsanstalt‘, sondern ‚Lebensstätten der Jugend‘ sein sollten. In produktiver materieller und geistiger Arbeit sollten hier alle Begabungen und Neigungen der Schüler gefördert, alle ‚schöpferischen Kräfte im Kinde‘ gelöst werden. Die Schulen sollten lebensnah und lebensoffen sein, vom ‚Geist der Selbstverwaltung‘ durchdrungen, dabei nicht parteipolitisch erziehen und frei von jedem Zwang des Bekenntnisses sein. Die Schüler sollten zu autonomen Persönlichkeiten, mit Kraft zur Reflexion und Selbstbestimmung und mit der Fähigkeit zu solidarischem, fairen und zivilen Zusammenleben heranreifen.“

1922 gründete Karsen in dem an der Sonnenallee im Berliner Bezirk Neukölln gelegenen Kaiser-Friedrich-Realgymnasium eine Aufbauschule mit zwei Klassen. Sie umfasste sechs Jahrgangsstufen von der Untertertia bis zur Oberprima. Nun konnten auch Volksschüler nach dem siebten Schuljahr eine weiterführende Schule besuchen. 1923 eröffnete er Arbeiter-Abiturientenkurse in denen Männer und Frauen, die längst im Berufsleben standen, aber nur die Volksschule absolviert hatten, innerhalb von drei Jahren ihr Abitur ablegen konnten. Damit gehören die Arbeiter-Abiturientenkurse mit zu den ältesten Einrichtungen in Deutschland zum Aufbau eines Zweiten Bildungswegs.

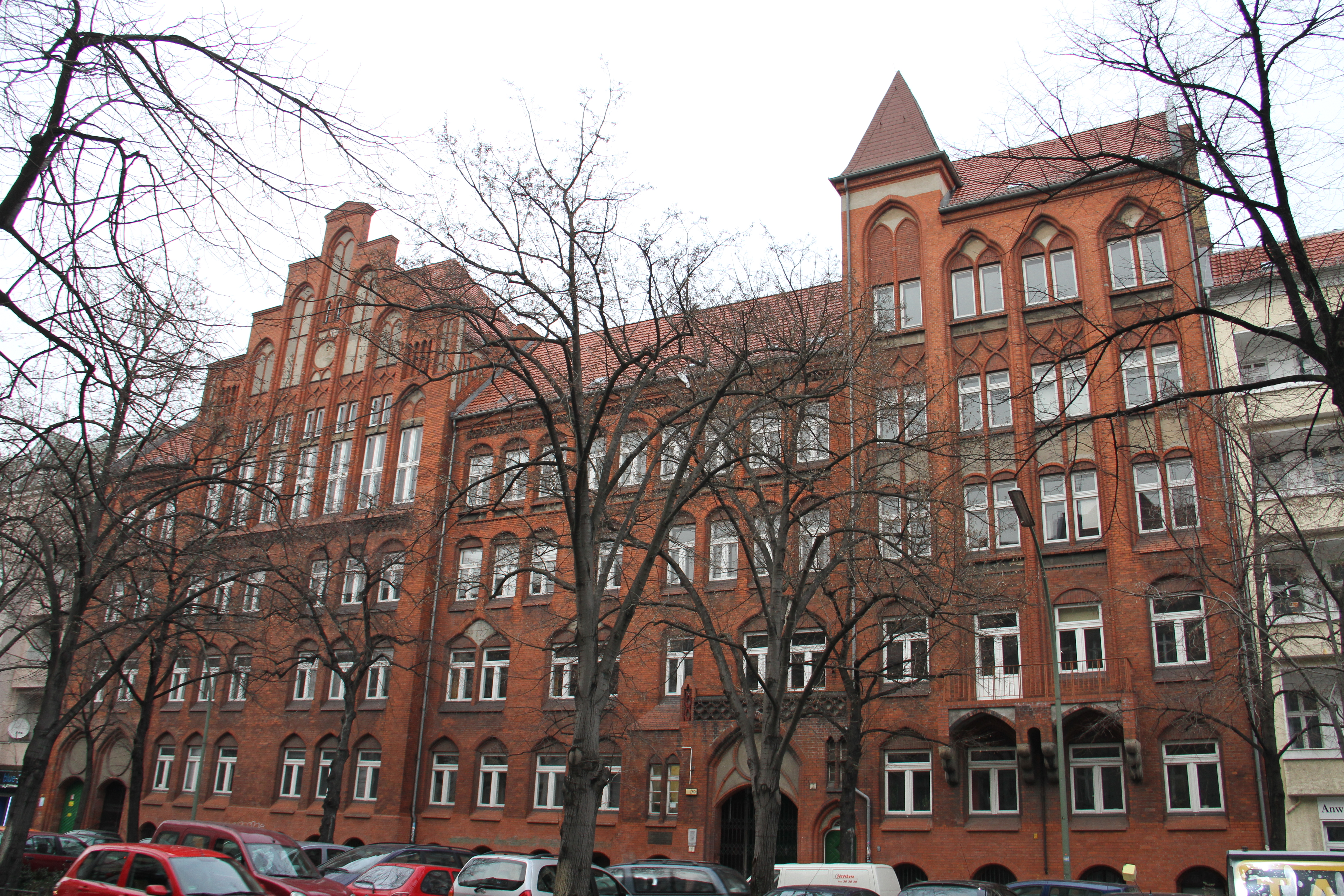
Sonnenallee 79: Kaiser-Friedrich-Realgymnasiums – Karl-Marx-Schule – Ernst-Abbe-Gymnasium

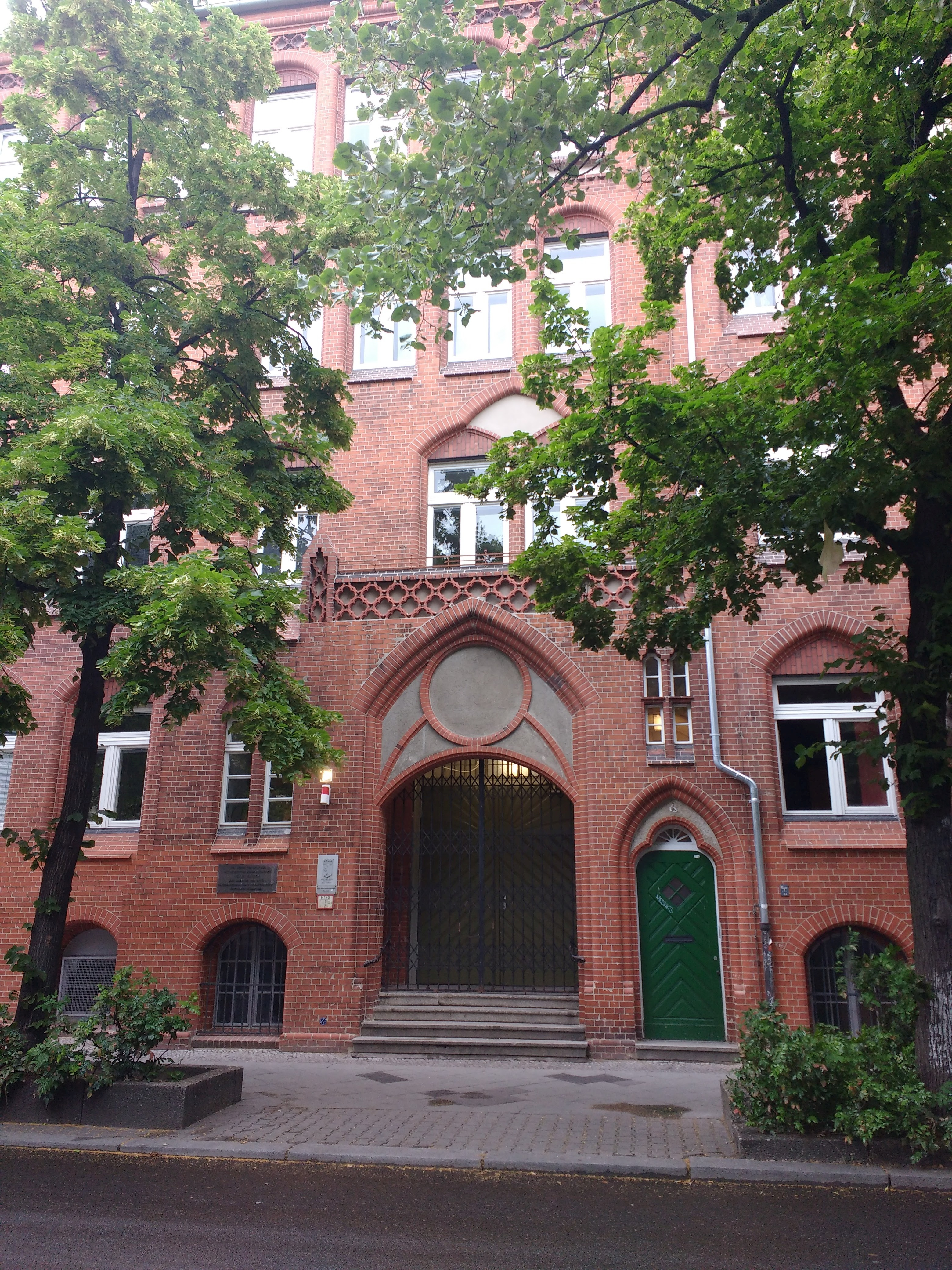
Eingang der ehemaligen Karl-Marx-Schule mit Gedenktafel für Fritz Karsen

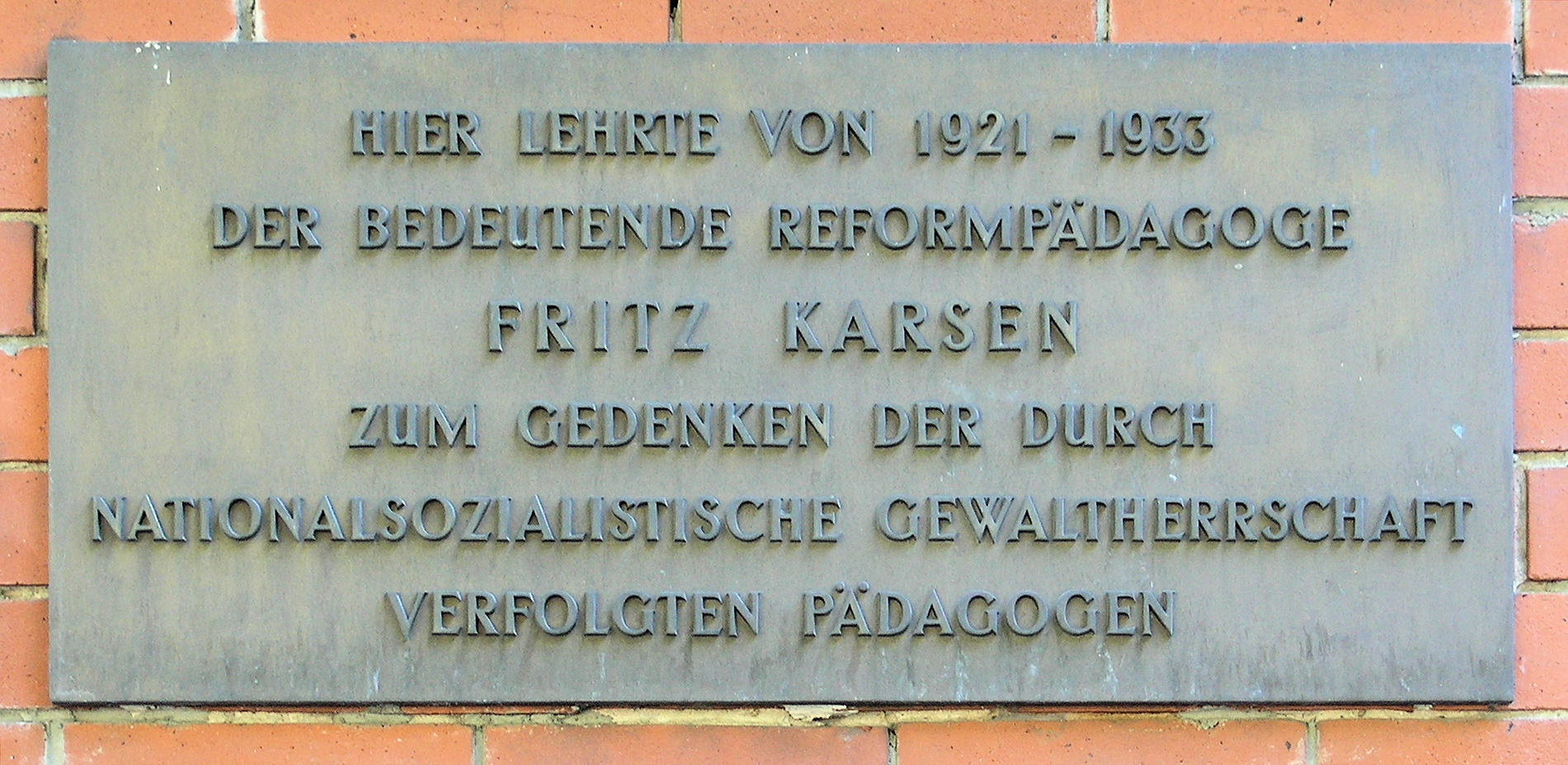
Gedenktafel am Haus Sonnenallee 79, in Berlin-Neukölln

Eine Grundschule, das Kaiser-Friedrich-Realgymnasium und die Aufbauschule gehörten bereits zu Karsens Schulenkomplex an der Sonnenallee, als 1927 noch eine achtstufige Volksschule eingegliedert wurde. Nun konnte er sein didaktisches Gesamtkonzept einer Einheitsschule entwickeln und verwirklichen. Er entwickelte einen übergeordneten Lehrplan, der durch den Stundenplan der angegliederten Deutschen Oberschule inspiriert wurde. Dabei wurde vor allem auf die deutsch- und kulturkundlichen Fächer sowie auf Fremdsprachen wie Englisch und Französisch Wert gelegt.

### Die andere Reformpädagogik
Fritz Karsen war ein Schulreformer. Ihn als Reformpädagogen zu bezeichnen, würde eine nicht gerechtfertigte Verbindung herstellen zu der Form der Reformpädagogik, die am nachhaltigsten durch die Theorie und Praxis der Landerziehungsheime den wissenschaftlichen Diskurs und die öffentliche Wahrnehmung bestimmt. In Quo vadis Reformpädagogik? weist Jürgen Oelkers nach, dass ebendiese Tradition für die Reformversuche im staatlichen Schulwesen der Weimarer Republik so gut wie keine Rolle gespielt haben.

„Für die Realisierung von staatlichen Schulreformen war diese ‚Bewegung‘ nicht nötig. In den Handbüchern zur Volksschule der Weimarer Republik (wie Kaestner 1927) tauchen die Landerziehungsheime bis 1933 gar nicht auf, was Carl Pretzel und Erich Hylla 1923 als die ‚neuzeitliche Volksschularbeit‘ bezeichnet haben (Pretzel/Hylla 1923), konnte ohne sie auskommen und die Landerziehungsheime waren auch nicht als besondere ‚methodische Strömung‘ interessant, vergleichbar etwa der ‚Arbeitsschule‘ oder dem ‚Gesamtunterricht‘ (Karstädt 1929). Das Kurssystem im Unterricht der Odenwaldschule ist gelegentlich erwähnt worden, aber schien wegen der kleinen Zahlen und dem hohen Aufwand nicht übertragbar zu sein. Die damalige Volksschule hatte eigene Reformer, sie war auf die Landerziehungsheime weder im Blick auf die Weiterentwicklung des Unterrichts noch des Schullebens in irgendeiner Hinsicht angewiesen.“

Oelkers verweist in dem Zusammenhang auf einen am 12. April 1928 eröffneten sechstägigen Kongress im Großen Schauspielhaus in Berlin mit dem Titel „Die neuzeitliche deutsche Volksschule“. In keinem der Kongressvorträge hätten die Landerziehungsheime eine Rolle gespielt, stattdessen aber die Fortschritte in der Entwicklung des Landschulwesens. Lediglich Fritz Karsen habe in seinem Vortrag auf die Landerziehungsheime Bezug genommen. 

„Karsen bezieht sich auf die Gründungen von Hermann Lietz, weiter auf die Freie Schulgemeinde Wickersdorf, die Odenwaldschule, Martin Luserkes Schule am Meer auf der Nordseeinsel Juist und die Freie Schul- und Werkgemeinschaft Letzlingen (ebd., S. 292/293). Alle diese Schulen, so Karsen, gestalten für die ‚aus den verschiedensten Gebieten und Milieus‘ herkommenden Schüler ein ‚künstliches Milieu‘ und ‚schaffen Erziehung in der Absonderung vom gegebenen Alltag‘ (ebd., S. 293). Damit war die Sache erledigt, denn von diesem künstlichen Milieu kann niemand etwas lernen, der sich im schulischen Alltag zurechtfinden muss und sein Arbeitsfeld verbessern will. Kein Landerziehungsheim lieferte dafür Anhaltspunkte.“

Oelkers verweist auf die bei dem Kongress vorgestellten und diskutierten Reformmodelle, zu denen auch die Aufbauschule und die Arbeiter-Abiturientenkurse zählten, die aber bis heute für das Verständnis von Reformpädagogik kaum eine Rolle spielen. Sonja Petra Karsen macht dagegen deutlich, worauf es ihrem Vater mit dem von ihm initiierten Reformen ankam.

„Die Eröffnung von Aufbauklassen wurde von der überwiegend proletarischen Bevölkerung Neuköllns sehr begrüßt. Mein Vater war überzeugt, ‚daß die Arbeit an einer höheren Schule prinzipiell nichts qualitativ Besseres sei als die in der Volksschule‘, und deshalb sollten die Lehrer des Kaiser-Friedrich-Realgymnasiums mit den Lehrern einer dem Realgymnasium angegliederten Volksschule ein gemeinsames Kollegium bilden, das ‚von unten auf‘ in gleichem Geist und Stil arbeitete und dadurch zugleich die ‚Einheitlichkeit des Lehrerstandes‘ symbolisierte. Der Dualismus von Volks- und höherer Schule sollte überwunden werden. Mit anderen Worten: Mein Vater war seit 1927/28 nach der Feststellung seines Biographen überzeugt, ‚daß die bloße Aufbauschule den bildungsorganisatorischen Bedürfnissen der demokratischen Massengesellschaft noch nicht entsprach. Er versuchte daher, von der Aufbauschule zur Gesamtschule zu gelangen‘.“

### Die erste integrierte Gesamtschule Deutschlands
1932 hatte Karsens Vision einer Einheitsschule allmählich Gestalt angenommen. Der Neuköllner Schulenkomplex, der zuvor aus einer Grundschule, einer Volksschuloberstufe, einer Aufbauschule, den Arbeiter-Abiturientenkursen, einer Deutschen Oberschule und dem Realgymnasium bestand, war in ein 13-stufiges Gesamtsystem umgewandelt worden. Die Schüler konnten an dieser Gesamtschule den Volksschulabschluss nach dem achten oder nach einem freiwilligen neunten Schuljahr erlangen, außerdem die Mittlere Reife mit der gleichzeitigen Versetzung in die Obersekunda oder letztlich das Reifezeugnis, wenn die Oberstufe mit dem Abitur erfolgreich abgeschlossen wurde. Damit war die Karl-Marx-Schule die erste integrierte Gesamtschule in Deutschland, die den heutigen Gesamtschulen recht ähnlich war. Karsen selbst beschrieb sein vom Kindergarten bis zum Abitur reichendes Schulmodell wie folgt: 

„Die […] einheitliche Schule sammelt die Kinder eines großen Einschulungsbezirks, nimmt aber auch Schüler anderer Bezirke in die weiterführenden Abteilungen auf. Anstatt der Trennung in Volks- und höhere Schule erfolgt nach vier Jahren eine Trennung in mehr praktisch oder mehr theoretisch befähigte Schüler, die bei einem Wechsel der Begabung jederzeit innerhalb derselben Schule ausgetauscht werden können. Im achten Jahr gabelt sich der praktische Zweig weiter in eine Abschlußklasse, in einen von gewerblichen und einen von kaufmännischen Interessen bestimmten Zug. Nach zehn Jahren wird in dem theoretischen wie in dem praktischen Zug die mittlere Reife erreicht. Von den praktischen Zügen führt der Weg in den Beruf oder in höhere Berufsschulen; von den theoretischen in die Oberstufe der sogenannten höheren Schule. Diese ist Vorberufsschule der akademischen Berufe, das heißt sie gibt nicht etwa Berufsvorbereitung, sondern gliedert sich und ihren allgemeinbildenden Stoff nach Berufsinteressen.“

Der Schulhistoriker Radde macht allerdings deutlich, dass Karsens bildungspolitischen Reformvorstellungen immer auch geprägt waren von bildungsökonomischen Rationalisierungsvorstellungen. Mit einer Rationalisierung der Schule nun meint Karsen – ganz allgemein und im Verständnis unserer heutigen Terminologie formuliert – die nach bildungsökonomischen Kriterien bestimmte, auf qualitative Verbesserung zielende zweckmäßige Gestaltung der schulischen Arbeit unter den Aspekten der demokratischen Massengesellschaft.
Ein kleines Stück Literaturgeschichte schrieben Schüler der Karl-Marx-Schule im Zusammenhang mit Bertolt Brechts Stück Der Jasager. Diese Oper wurde am 23. Juni 1930 im Berliner Zentralinstitut für Erziehung und Unterricht uraufgeführt. Parallel dazu planten die Oberklassen der Karl-Marx-Schule eine Aufführung des Stücks für das Winterhalbjahr 1930/31. Im Zuge der schulischen Auseinandersetzungen mit dem Stück kamen den Schülern Zweifel am dem Protagonisten des Stücks abverlangten freiwilligen Einverständnis zu seiner eigenen Hinrichtung. Es kam zu einem Gespräch mit Brecht, der aufgrund dieser Diskussionen mit den Schülern das Stück überarbeitete. In der Folgezeit entstanden ein zweiter „Jasager“-Text und der „Neinsager“ als Pendant dazu. Eine wichtige Funktion im Schulalltag nahm die „Schulgemeinde“ ein. Heutzutage würde man von der Schülervertretung (SV) sprechen. Die Bildung von Klassen- bzw. Schulgemeinden war ministeriell erlaubt, aber in den wenigsten Schule der Weimarer Republik zum Leben erweckt worden. Anders an der Karl-Marx-Schule, wo die Schüler weitreichende Mitbestimmungsbefugnisse besaßen, so bei disziplinarischen Problemen, bei der Beurteilung ihrer mündlichen Zensuren und der Vergabe von Zeugnisnoten.
Wie wurde an dieser neuen „Gemeinschaftsschule“ gearbeitet? Als erstes setzten Karsen und seine Kollegen einen neuen Arbeitsstil durch – bei Schülern und bei Lehrern. Gemäß der reformpädagogischen Maxime „vom Kinde aus“, gingen sie folgendermaßen vor: Milieu- und zeitbedingte Themen wurden vorrangig im Unterricht behandelt und sollten einen Bildungsdrang erwecken, den die Schüler in Eigen- bzw. Gruppenarbeit zu stillen suchten. Ausgangspunkt und zugleich auch Ziel waren dabei das Erleben der Schüler, insoweit es ihrer sozialen Lage und ihrem sozialen Umfeld entsprang. Abschaffen des Katheders, Anordnung der Bänke im Rechteck und das Sitzen des Lehrers zwischen seinen Schülern waren flankierende Maßnahmen. Außerdem gehörte zum pädagogischen Credo Karsens, dass der Stoff, ein Problem oder eine Frage im Zentrum des Unterrichts zu stehen hatte, aber nicht die Schüler oder gar der Lehrer. Ziel war die Ausbildung einer kritisch-rationalen Arbeitsmethode. Darum spielte eine mehrere tausend Bände umfassende Arbeitsbücherei eine wichtige Rolle. Gearbeitet wurde grundsätzlich nicht mit Schulbüchern (die es an der Karl-Marx-Schule gar nicht gab!), sondern mit der Primärliteratur und Quellen. 
„Direktor Fritz Karsen […] ging es weniger um die Vermittlung konkreten Wissens, als darum, Grundlagen für den Erwerb weiteren Wissens zu schaffen. Wir lernten damals vor allem, wie man lernen und die widersprüchlichsten Lebenssituationen lernend meistern muss. Das hat sich ausgezahlt. Zumindest kenne ich keinen einzigen ehemaligen KMS-Schüler, der in seiner Entwicklung stehen geblieben wäre oder unfähig wäre, sich einen eigenen Standpunkt zu erarbeiten.“

### Pädagogik und Architektur
Karsens Vorstellung einer Einheitsschule widersprach immer noch die äußere Gestalt seines Neuköllner Schulkomplexes, der sich nur als eine aus einzelnen Schulteilen zusammengestückelte Einrichtung präsentierte. Karsen entwarf deshalb gemeinsam mit dem Architekten Bruno Taut das Konzept einer integrierten Gesamtschule für 2500–3000 Schüler. Durch dieses Projekt Dammwegschule sollten Karsens reformpädagogische Ideen eine adäquate architektonische Gestalt bekommen. Der Neubau sollte nicht nur dem Binnenleben der Schule neue Perspektiven eröffnen, sondern er sollte auch die Schule nach außen hin öffnen:

„Die Flachbauschule hat außer ihrer pädagogischen Begründung ihre wesentliche darin, daß sie als Randbau einer Parkanlage angesehen wird, wodurch die größere Inanspruchnahme von Baugelände nicht nur berechtigt, sondern sogar im Sinne der öffentlichen Wirtschaft nutzbringender ist. Heute soll die Schule nicht mehr eine abgeschlossene ‚Anstalt‘ sein, sondern sich in ihren Gärten und Spielplätzen mit dem allgemeinen Leben der Bevölkerung verbinden, ebenso wie der Schulbetrieb selbst aus seiner Abgeschlossenheit herausgetreten ist und mit den Eltern und der weiteren Bevölkerung einen lebendigen Zusammenhang sucht.“

Die Planungen für die neue Schule waren einerseits von Rationalisierungsideen und bildungsökonomischen Überlegungen bestimmt, sie setzten aber vor allem auf eine pädagogisch begründete Neuordnung der inneren Schulorganisation.

„Der Bau soll das gutsitzende Kleid des neuen schulischen Programms sein. Seine Disposition, seine Raumfolgen und schließlich seine Erscheinung sollen die passende Hülle für das pädagogische Leben sein und einzig und allein daraus ihre Formen herleiten.“

Karsen und Taut planten – baulich und unterrichtsorganisatorisch – eine Schule ohne Klassen, was eine radikale Abkehr von der auf Klassenraum und Klassenlehrer gestützten Klassengemeinschaft verlangte. Sie favorisierten eine Raumsystem, das fachspezifisch angelegt und ausgestattet sein sollte. Die Schüler würden altersübergreifend in Erziehungsgruppen unter Betreuung eines Lehrers organisiert werden, sich in dieser Erziehungsgruppe zweimal am Tage zum Besprechen gemeinsamer Probleme kurz zusammenfinden, und ansonsten in unterschiedlichen Fachgruppen und Fachräumen arbeiten. Schule sollte zu einem sozialen Lebensraum werden. Dass sich dahinter auch eine Vorstellung von Schule als Betrieb und die Adaption amerikanischer Modelle (Platoon-System) verbirgt, hat nicht zuletzt Erich Hylla in seinem Buch Schule der Demokratie beschrieben. Während Hylla aber, der sich ein Jahr vor Karsen in den USA aufgehalten hatte, davon abriet, „das amerikanische Fachraum-System, in dem die Kinder zwar ‚nicht auf dem rollenden Band befestigt‘ […] wären, aber sich doch ähnlich von Fachraum zu Fachraum durch das Schulhaus bewegten, nachzuahmen“, hätten Karsen und Taut „genau an dieses Rationalisierungsmodell an[geknüpft], freilich ohne den Gedanken der Serienfertigung auch auf die Pädagogik anzuwenden“. Laut Kemnitz verfolgte Karsen in seinem Konzept für die neue Schule drei Rationalisierungsstrategien:

„Karsen stellte die institutionellen Vorteile einer durchlässigen Einheitsschule z. B. auch damit heraus, dass die Unterbringung in nur einem Gebäude, aber auch der Wegfall des Sitzenbleibens und der Übergänge zwischen den Schulen Zeit-, Geld- und Kraftersparnis bedeuten würden. Bei der inneren Organisation sah er Rationalisierungsmöglichkeiten in der klaren Trennung von Verwaltungsarbeit von der pädagogischen Arbeit einerseits und dem Einsatz professioneller Berater andererseits, die die Lehrer im Hinblick auf diagnostische und psychologische Aufgaben sowie Fragen der Berufsberatung entlasten sollten. Der dritte Ansatz einer Rationalisierung bezog sich schließlich ganz auf den Raum. Die Organisation der Schüler in Arbeitsgemeinschaften erforderte für ihn das Fachraumsystem. Klassenräume, wie sie in herkömmlichen Schulen üblich waren, lehnte er aus didaktischen sowie pädagogischen Gründen ab. […] Unter dem Gesichtspunkt der besten Raumnutzung und der Vermeidung von Leerstand verlor für Karsen das Argument, dass die Schüler mit dem Klassenraum ihre ‚Heimat‘ verlieren würden, an Überzeugungskraft.“

Bruno Taut war der kongeniale Partner bei der Umsetzung dieser Vorstellungen in eine für Schulbauten völlig neue Architektur. Er plante nicht nur, sondern experimentierte auch, um bis ins Detail hinein maßgeschneiderte Lösungen zu finden.

„Nicht vorhandene Brausearmaturen, Türen, die keine Griffe brauchen, weil sie sich automatisch öffnen und schliessen, Treppengeländer, die nicht da sind und an denen man folglich auch nicht herunterrutschen kann – dies gehört mit zum pädagogischen Programm des rationalisierten Schulbetriebs der Dammwegschule und zeigt die technologische Dimension des Konzepts. Taut war überzeugt davon, dass die Anlage, ‚hervorgerufen allein durch den Bau‘ […] sowohl Lehrern als auch Schülern ein besseres Schulleben in Aussicht stellt.“

Ein großer Förderer dieses Projekts – und der pädagogischen Reformen Karsens insgesamt – war Kurt Löwenstein, der von 1921 bis 1933 amtierende Stadtrat für Volksbildungswesen in Berlin-Neukölln. Ihm gelang es, alle politischen Hürden für das Projekt zu überwinden und die Zustimmung für dessen Realisierung zu erhalten. Realisiert werden konnte es dennoch nicht. Der Widerstand konservativ-gegnerischer Strömungen in der Schulverwaltung und die Wirtschaftskrise 1929/30 führten zu Verzögerungen, die dann in einem endgültigen Aus für das Projekt durch die „Machtergreifung“ der Nationalsozialisten 1933 führten. Nur ein 1928 von Taut als Probebau errichteter Pavillon, der in den Jahren 1998–2001 restauriert wurde, legt bis heute Zeugnis von den damaligen Plänen ab.
Im Jahr 1936, als Fritz Karsen im Exil in Kolumbien lebte und dort als Bildungsberater der Regierung arbeitete, traf er auf den ebenfalls emigrierten Architekten Leopold Rother. Beide arbeiteten zusammen bei der Planung für einen neuen Campus der Universidad Nacional de Colombia in Bogotá, in den sowohl die Ideen aus dem Projekt Dammwegschule als auch Elemente aus der von Taut geplanten Hufeisensiedlung einflossen. Die Umsetzung der gemeinsamen Planungen erfolgte dann durch Rother alleine, da Karsen im Mai 1938 in die USA übersiedelte.

### Das Faszinosum Karl-Marx-Schule
Der Name Karl-Marx-Schule ist rückblickend zu einem Synonym für das gesamte Reformprojekt rund um das ehemalige Kaiser-Friedrich-Realgymnasium geworden, obwohl die Schule erst 1929/1930 diesen Namen erhielt. Die Umbenennung geht wahrscheinlich auf eine mit der KPD sympathisierende Lehrergruppe zurück, deren Idee von der KPD-Fraktion in der Neuköllner Bezirksversammlung aufgegriffen wurde. Die SPD-Fraktion schloss sich einem entsprechenden Antrag, der im Herbst 1929 in der Bezirksversammlung beschlossen wurde, an, und der preußische Kultusminister Adolf Grimme segnete die Umbenennung mit einem Erlass im Mai 1930 ab. Bei der Mehrheit der Lehrerschaft und bei Fritz Karsen habe es keine Präferenz für diese Namensgebung gegeben, doch sie hätten sie, ebenso wie Kurt Löwenstein, mitgetragen, weil zur gleichen Zeit die Unterstützung der KPD-Fraktion für das Dammweg-Projekt erforderlich gewesen sei. Karsen habe aus diesem Grund die Namensgebung nicht nur akzeptiert, sondern aktiv für deren Akzeptanz geworben. Etwas distanzierter beschreibt allerdings Sonja Petra Karsen das Verhältnis ihres Vaters zu der Namensgebung:

„Das war ein provozierender Name. Die Namensänderung bedeutete eine Sensation für alle bürgerlichen Pädagogen und Politiker, besonders für diejenigen konservativen Zuschnitts. Meinem Vater war diese Umbenennung gar nicht so recht, da er es nicht für richtig hielt, die Schule durch eine solche Namensgebung parteipolitischen Angriffen auszusetzen. Mit dem Namen ‚Karl-Marx-Schule‘ war seine Schule als ‚rote Schule‘ abgestempelt. Mein Vater hat mit Freunden lang über diesen Vorschlag debattiert, und er hat versucht, den Kultusminister umzustimmen, weil er der Meinung war, es sei in dieser Zeit schlimmsten politischen Parteienkampfes keine gute Idee, der Schule diesen Namen zu geben. Aber sein Rat wurde nicht beachtet.“

Ob die Karl-Marx-Schule, wie Dorothea Kolland behauptet, innerhalb von Berlin zum Sehnsuchtsort linker intellektueller Eltern geworden war, die ihre Kinder unbedingt dort einschulen wollten, ist schwer zu verifizieren. Sie war aber sicherlich ein Sehnsuchtsort progressiver Pädagogen, die dort einen pädagogischen Alltag verwirklicht sahen, der ihrem Ideal entsprach. Fritz Hoffmann, der damalige Leiter der Rütli-Schule und nach dem Krieg der Direktor der Fritz-Karsen-Schule, beschreibt das 1965, ein Jahr nach seiner Pensionierung, im Rückblick so:

„In den häufigen Begegnungen mit den Karl-Marx-Schülern, besonders denen der Aufbauschule und der Arbeiter-Abiturientenkurse, fanden wir Rütli-Lehrer die gleiche Schulbegeisterung wieder, […] das Bewußtsein der Einzigartigkeit ihrer Schule im Unterrichtsstil, in allen Arbeits- und Lebensformen und in den gesellschaftsbezogenen Zielstellungen.

Und das Verhältnis der Schüler zu den Lehrern im Arbeitsprozeß? Man muß es gehört haben, wie und in welchen Gedankenverbindungen sie von ihnen sprachen: von Karsen und Marquardt, von Sturm und Koppelmann, von Zwetz und Ziegler und Freese […] Wo war der Pennäler geblieben? Diese Schüler waren anders, ganz anders. Ich glaube kaum, daß es unter ihnen eine nennenswerte Zahl solcher gab, die am Ende ihrer Schulzeit ‚satt‘ waren; ich glaube, daß die meisten beim Verlassen der Schule in eine Phase des höchsten Angeregtseins und der Lebenserwartungen eingetreten waren, nicht der sentimentalen oder kitschigen, der karriereträumenden und ehrgeizzerfressenen, sondern der Erwartung eines Wirkens, vor allem aber des Mitwirkens, das im gesellschaftlichen Sinne bedeutungsvoll und notwendig war. So wurden Studium oder Lehre schon Jahre voraus durch kraftvolle Impulse bewegt und gerichtet. Ich greife hier nichts aus der Luft; ich bin voller Erinnerungen an Gespräche mit den Schülern und Studenten der zwanziger Jahre, zumal denen der ersten Abiturklasse.“

### Lehrkräfte
Lehrkräfte an der Karl-Marx-Schule waren unter anderem:
- Hans Alfken
- Robert Alt
- Werner Bloch
- Walter Damus
- Alfred Ehrentreich
- Karl Linke
- Karl Sturm (1892–1968). Zusammen mit Walter Damus half Karl Sturm Fritz Karsen 1933 bei den Vorbereitungen zur Flucht in die Schweiz: „Niemand hatte gedacht, wir würden weggehen, ohne das geringste mitzunehmen. Wir blieben noch einige Tage in der Wohnung, verbrachten die letzten zwei Nächte in der Wohnung unseres Hausarztes in Tempelhof, da mein Vater gewarnt worden war, er befinde sich in Gefahr. Er fing an, alle Akten zu verbrennen, in denen etwas über die Kollegen seiner Schule stand und die ihnen gefährlich werden konnten. Die Lehrer Walter Damus und Karl Sturm halfen ihm dabei. Alles kam in die drei großen Kachelöfen. Danach haben wir die Wohnung verlassen, die absichtlich hell erleuchtet blieb.“[25] Sturm leitete ab 1945 die Carl-Orff-Grundschule in Berlin-Wilmersdorf[26] und wurde ab 1949 Professor und Direktor der Pädagogischen Hochschule Groß-Berlin.[27]
- Marie Torhorst
- Neben den schon erwähnten Alfken und Sturm ließ Karsen „in seiner Schule nur der Reform gegenüber aufgeschlossene Pädagogen zu […]“. Hier alle zu nennen, ist unmöglich. Einige Beispiele:
  - Bernhard Schulz (1900–1987) wurde 1930 Professor an der Pädagogischen Akademie Frankfurt/Oder,
  - Otto Koppelmann (1898–1987) wurde 1946 Professor an der Pädagogischen Hochschule Groß-Berlin, der späteren PH Berlin, ebenso
  - Hans Freese, […]
  - Hedda Korsch, […]
  - Erwin Marquardt wurde 1945 Vizepräsident der Deutschen Zentralverwaltung für Volksbildung der SBZ, […]“[28]
- Kurt Schwedtke, der 1929 vorübergehend Lehrer an der Karl-Marx-Schule war, dort aber als Pädagoge scheiterte und um seine Versetzung bat,[29] wurde in der Folge einer der erbittertsten Gegner der Schule und 1933 Karsens Nachfolger als Schulleiter. Aus dem gleichen Jahr stammt seine im Westermann Verlag erschienene Schmähschrift „Nie wieder Karl-Marx-Schule! Eine Abrechnung mit der marxistischen Erziehung und Schulverwaltung“.[30] „Aus der Feder dieses zunächst scheinbar unpolitischen, aber national-konservativ eingestellten Neuphilologen, der dann NS-Parteigenosse und an Karsens Stelle Oberstudiendirektor wurde, waren allein in den 13 Monaten vor dem 30. Januar 1930 insgesamt 13 mehr oder weniger polemisch-aggressive Aufsätze erschienen. […] Diese Artikel gipfelten in der Diffamierung der Karl-Marx-Schule als Stätte eines ‚Schulbolschewismus‘ und als ‚Irrgarten marxistischer Erziehung‘.“[31]

Bereits seit 1929/1930 gehörte zur Schule auch ein Studienseminar für die Ausbildung von Referendaren.
- Sophie Friedländer absolvierte hier ihr Referendariat, wurde 1933 noch verbeamtet und dann mit sofortiger Wirkung in den einstweiligen Ruhestand versetzt.

### Schülerinnen und Schüler
Zu den mehr oder weniger bekannten Schülern zählen (Absolventen der Arbeiter-Abiturientenkurse siehe unten):
- Herbert Ansbach
- Ernst Bornemann
- Heinz Brandt
- Kurt Gossweiler
- Walter Haenisch
- Max Kahane
- Erich Lange
- Wolfgang Leonhard
- Dyno Löwenstein[32]
- Erna Nelki[33]
- Wolfgang Ruge[34]
- Pieter Siemsen[35]
- Nathan Steinberger[36]
- Werner Steinbrink
- Walter Ziegler

## Die Arbeiter-Abiturientenkurse

### Neue Menschen für eine neue Gesellschaft
So sehr sich die Arbeiter-Abiturientenkurse in die pädagogische Vorstellungen Fritz Karsens einpassten, so sehr war ihr Ursprung aber politischer Natur. Nach einer neueren Studie der Friedrich-Ebert-Stiftung, die in den 1920er Jahren bereits 20 Stipendiaten der Arbeiter-Abiturientenkurse gefördert hat, „hatte die Gründung des ersten Arbeiter-Abiturienten-Kurses im Jahr 1923 rein politische Gründe und wurde durch keine pädagogischen Diskurse angeregt“. Hintergrund seien vielmehr nach der Ermordung des Reichsaußenministers Walther Rathenau im Juni 1922 aufgekommene Überlegungen gewesen, begabten jungen Menschen der unteren Volksschichten Zugang zur Universität zu eröffnen. In ihnen, den Kindern aus Arbeiter- und Angestelltenfamilien, habe man aufgrund ihrer Herkunft verlässlichere Träger des republikanischen Staatsgedankens gesehen als bei Jungakademikern aus den privilegierteren Schichten der Gesellschaft.
Die Arbeiter-Abiturientenkurse sollten in dreijähriger Dauer junge Männer und Frauen mit Volksschulabschluss, die bereits berufstätig gewesen waren, auf das Abitur vorbereiten. Adressaten der Ausbildung waren Menschen zwischen 18 und etwa 30 Jahren, die auch weiterhin berufstätig bleiben mussten. Den ersten Lehrgang stellte der junge Verwaltungsangestellte und spätere Stipendiat der Friedrich-Ebert-Stiftung Bruno Gleitze in enger Kooperation mit Kurt Löwenstein, dem damaligen Stadtrat für Volksbildungswesen in Berlin-Neukölln, und Fritz Karsen zusammen; er nahm am 1. Juni 1923 seine Arbeit auf. Die Arbeiter-Abiturientenkurse waren kein elementarer Baustein in Karsens schulischem Reformkonzept. Sie fanden aber in ihm einen wichtigen Unterstützer, der an der von ihm geleiteten höheren Schule die räumlichen und personellen Ressourcen für die Kurse bereitstellen konnte. Denn die ersten beiden Kurse arbeiteten, zwar mit der starken Rückendeckung Kurt Löwensteins, noch weitgehend informell. Erst im Dezember 1926 wurde das Kuratorium für den Lehrgang zur Vorbereitung ehemaliger Volksschüler auf die Reifeprüfung mit Vertretern aus den unterschiedlichsten Hierarchieebenen der Schulverwaltung gegründet. Dessen Bedeutung lag darin, „daß es die Neuköllner Kurse aus ihrem fast privaten Betrieb heraustreten ließ, indem es sie als gemeinnützig und förderungswürdig publik machte“.
Neben dem materiellen Druck, unter dem die Arbeiter-Abiturientenkurse stattfanden, gab es auch einen moralisch-politischen. Karsens Credo war es, dass die für die Weiterbildung aufgewandten öffentlichen Mittel nicht vorrangig dazu da seien, individuelle Lebenschancen zu verbessern; sie müssten vielmehr dazu dienen, das Wohl der Allgemeinheit zu verbessern. Daraus wurde die Forderung abgeleitet, dass Kursteilnehmer, die mit ihren Leistungen den Ausbildungsanforderungen nicht gewachsen waren, ihren Ausbildungsplatz freiwillig für einen anderen Aspiranten freizumachen hätten. Das führte in einigen Fällen zu starken psychischen Belastungen, in mindestens einem Falle auch zum Selbstmord.

### Bildung am Rande des Existenzminimums
Problematisch war, dass die Arbeiter-Abiturienten, auch wenn einige ein kleines Stipendium erhielten, weiterhin berufstätig sein mussten, um ihren Lebensunterhalt zu finanzieren. Es gab keine finanzielle Unterstützung für sie, weshalb sie gezwungen waren, Halbtagsjobs anzunehmen: Sie putzten in Schulen, arbeiteten als Heizer in kommunalen Betrieben oder als Hilfshausmeister. Das verbesserte ihre materielle Situation nur bedingt: „Schon während des Besuchs des Arbeiter-Abiturientenkursus hat der Arbeiterstudent nie das Existenzminimum erreicht. Die darin liegende Belastung und Erschwerung des Studiums ist kaum darzustellen.“
Dieser Doppelbelastung für die Schüler musste auch in der Unterrichtsorganisation Rechnung getragen werden: „Zunächst wurden die Lehrgänge abends, zwischen 18 und 21:30 Uhr angeboten. Später verlegte man sie jedoch auf die frühen Morgenstunden, um eine konzentrierte geistige Arbeit und die Erwerbstätigkeit gewährleisten zu können.“ Im Kontext dieser großen Ansprüche an die Schüler waren hohe Abbrecherraten nicht verwunderlich. Und dennoch:

„Vom ersten Arbeiter-Abiturienten-Kurs gelang es bis 1927 elf Männern und sechs Frauen erfolgreich ihr Abitur abzulegen. Der zweite zu Ostern 1926 offiziell beginnende Lehrgang zeigte ähnlich gute Ergebnisse. Bis 1929 legten 22 Abiturienten, darunter nur 4 Frauen, ihre Reifeprüfung ab.“

### Absolventen der Arbeiter-Abiturientenkurse
Die damaligen Arbeiter-Abiturienten waren keine normalen Schüler im herkömmlichen Sinne. „Sie hatten sich bereits in gewerkschaftlichen Abendkursen, in sozialistischen Heimvolkshochschulen und intensiven Fort- und Weiterbildungskursen der Arbeiterjugend mit den geforderten Bildungsinhalten beschäftigt und auseinandergesetzt. Ihr Bildungshunger war gewaltig. Durchgängig handelte es sich um junge hochmotivierte und hochbegabte Frauen und Männer mit entsprechender Persönlichkeitsstruktur.“
Die von Hättich rekonstruierten Kurzbiografien der von der Friedrich-Ebert-Stiftung unterstützten Arbeiter-Abiturienten, zu denen sich nur wenige Frauen gesellten, obwohl der Frauenanteil besonders im ersten Arbeiter-Abiturienten-Kurs hoch war, belegt deren Herkunft aus der Arbeiterschaft sehr deutlich. Nach der nationalsozialistischen „Machtergreifung“ gingen einige sofort in die Emigration, so zum Beispiel Heinz Guttfeld, andere in den Widerstand, so Elsa Delisch, die 1941 zu 15 Jahren Zuchthaus wegen Vorbereitung zum Hochverrat verurteilt wurde. Nach 1945 bekleideten etliche von ihnen verantwortliche Positionen in der Verwaltung, in der Wirtschaft, in der Politik, in Wissenschaft und Erziehung. Und dies in beiden deutschen Staaten. Exemplarisch hierfür sind die Lebensläufe folgender Absolventen:
- Karl Anders
- Bruno Gleitze
- Willi Lausen
- Walther Lehmkuhl
- Stephan G. Thomas

Ebenfalls Absolventin eines Arbeiter-Abiturientenkurse war Gretel Fuchs (* 1910), Tochter von Martha Fuchs. Sie war zuvor bei den Kinderfreunden aktiv und hatte 1930 das Abitur erworben. Danach studierte sie bis 1932 Erziehungswissenschaften an der TH Braunschweig und gehörte hier der Sozialistischen Studentengruppe an. Viele von deren Mitgliedern mussten wegen der in Braunschweig bereits seit 1930 existierenden Regierungsbeteiligung der NSDAP schon vor 1933 emigrieren, so auch Gretel Fuchs, die dies zusammen mit ihrem Genossen und späteren Ehemann Hermann Ebeling tat. Ihre Odyssee führte sie über Frankreich und die USA in den 1970er Jahren wieder zurück nach Deutschland.
An der Karl-Liebknecht-Schule in Moskau unterrichteten fünf Lehrkräfte, die zuvor die Karl-Marx-Schule absolviert hatten:
- Otto Knobel
- Bruno Krömke
- Heinz Woidtke
- Georg Gerschinski
- Heinz Lüschen

Es ist allerdings unklar, ob sie einen Aufbaukurs, einen Arbeiter-Abiturientenkurs oder das Studienseminar der Karl-Marx-Schule absolviert hatten.
Insgesamt wurden bis 1933 acht Arbeiter-Abiturientenkurse organisiert, die zu etwa 150 bestandenen Abiturprüfungen führten. Der siebte und achte Kurs wurden allerdings im Mai 1933 von dem neuen, von den Nationalsozialisten eingesetzten, Schulleiter aufgelöst, was nur noch wenigen Kursteilnehmern die Chance beließ, am Abendgymnasium die Reifeprüfung abzulegen.

### Klassenverrat durch Bildung?
Den Absolventen der Arbeiter-Abiturientenkurse wurde nicht nur Wohlwollen entgegengebracht. Gerade auch aus den Reihen der Arbeiterbewegung heraus gab es Kritik an der Weiterbildung der jungen Genossen. Eine mögliche Entfremdung von der eigenen sozialen Herkunft wurde als Gefahr herausgestellt sowie die Befürchtung der Verbürgerlichung aufgrund der akademischen Ausbildung. Und in der Folge der Weltwirtschaftskrise wurden Stimmen laut, die vor einer Überfüllung der Universitäten warnten. Der Arbeiter-Abiturient Wilhelm Tietgens erkannte in solchen Einwänden nur die „Angst des Bürgertums, die Arbeiterschaft könne im starken Maße in die akademischen Funktionen vorstoßen und tatsächlich das Bildungsprivileg des Besitzes brechen“. Tietgens Behauptung hat, wie die anhaltenden Diskussionen über die Bildungsbenachteiligung in der Bundesrepublik Deutschland zeigen, nichts von ihrer Aktualität verloren und unterstreicht noch einmal die pädagogische und gesellschaftspolitische Relevanz der von Fritz Karsen initiierten Schulreformen.
Der Vorwurf des Klassenverrats spielte allerdings auch von anderer Seite aus eine Rolle. Die Arbeit der Schule fand in keinem politikfreien Raum statt, und die sich verschärfenden Gegensätze zwischen SPD und KPD spiegelten sich auch innerhalb der Karl-Marx-Schule. Karsen war ein Sozialist sozialdemokratischer Prägung, der sich zur Weimarer Verfassung bekannte, aber die auf Lenin ausgerichtete bolschewistische Schule ablehnte. Damit geriet er ins Visier des „Sozialistischen Schülerbundes“ (SSB) und von kommunistischen Arbeiter-Abiturienten. Die vom SSB seit Ende 1928 vertretene Auffassung eines revolutionär-sozialistischen Schulkampfes verstand sich explizit als Teil des revolutionären Klassenkampfes an der Seite der KPD und war geprägt von den Vorstellungen Edwin Hoernles. Sehr verkürzt: Eine grundlegende Schulreform sollte erst nach der Eroberung der politischen Macht durch das Proletariat möglich sein. Alle schulischen Reformen davor führen nur zur Korrumpierung der proletarischen Kinder durch das bürgerlich-kapitalistische System und zu deren Entfremdung von der eigenen Klasse.
Der SSB tat alles dafür, auch mit Hilfe seiner Zeitschrift Schulkampf, Karsen als Pseudo-Reformer hinzustellen und zu entlarven. Er agierte nicht immer mit professioneller Distanz. Das zeigte sich sehr deutlich im Falle von Gert Schneider, einem Arbeiter-Abiturienten und Leiter des Schulkampfs. Der hatte einen offensichtlich unberechtigten Vorwurf im Schulkampf als gelungene konspirative Arbeit verteidigt. Obwohl Schneider zumindest das Wort ‚konspirativ‘ wieder zurücknahm, ließ sich Karsen davon nicht mehr beeindrucken und betrieb Schneiders Ausschluss aus der Schule, die ihm am 2. September 1929 schriftlich mitgeteilt wurde – ein knappes halbes Jahr vor dem Abitur.
Diese Auseinandersetzung erregte weit über Neukölln hinaus Aufsehen. Karsen wurde als „Schulfaschist“ bezeichnet, der mit der Willkür eines Diktators agiere. Appellen, Schneider die Rückkehr an die Schule zu ermögliche, auch aus SPD nahen Kreisen, lehnte er ab, weil eine liberale Haltung gegenüber dem SSB ebenso verfehlt sei wie eine falsche Toleranz. Karsen erhielt politische Rückendeckung und auch die Unterstützung durch die Sozialistische Schülergemeinschaft (SSG). 1930, nachdem drei weitere kommunistische Arbeiter-Abiturienten wegen zu häufiger Fehlzeiten nicht zum Abitur zugelassen worden waren, beruhigte sich das Schulklima wieder. Das durch die Sozialfaschismusthese der KPD geprägte politische Klima hatte eine Reformschule erreicht, die von den Nationalsozialisten längst als „Keimzelle des Bolschewismus“ und als „Tummelplatz der kommunistischen Propaganda“ gebrandmarkt wurde nicht zuletzt auch von, Kurt Schwedtke, der ab dem 20. April 1933 ihr kommissarischer Direktor wurde.

„Die traurige Ironie […] zeigte sich 1933 dann darin, daß, als Hitlers Macht Karsens ‚neue Schule‘ (äußerlich) eliminierte, auch das Wirken der kommunistischen Karsen-Gegner ein jähes Ende fand.“

Etwa 60 Jahre später erinnert sich ein Zeitzeuge, Nathan Steinberger, ein ehemaliger Schüler der Karl-Marx-Schule und Aktivist des SSB an diese Auseinandersetzungen. Im Rückblick bezeichnete er sie als „schmutzige Kampagne gegen Karsen“, die auf einer von der KPD-Führung vorgegebenen Linie beruht habe, die wiederum von Gert Schneider eifrig umgesetzt worden sei. Ein weiterer Zeitzeuge, Felix Krolikowski, der damalige kommunistische Vorsitzende der Schulgemeinde, bestätigte in den 90ern mehrfach mündlich den Vorwurf der Unterschlagung von Geldern durch Schneider.

## Von der Karl-Marx-Schule zur Fritz-Karsen-Schule

### Das Ende der Karl-Marx-Schule
Mit dem Machtantritt der NSDAP und ihrer deutschnationalen Bündnispartner im Januar 1933 endet die Geschichte des Reformprojekts Karl-Marx-Schule.
Die Konzeption einer großstädtischen „Einheits- und Gemeinschaftsschule“ war für die Nationalsozialisten nicht länger tragbar. Der seit dem 2. Februar 1933 amtierende kommissarische preußische Kultusminister Bernhard Rust entließ Fritz Karsen am 21. Februar – einen Tag vor den Reifeprüfungen in der Karl-Marx-Schule. Fritz Karsen ging mit seinen Angehörigen in die Emigration, zuerst in die Schweiz und nach Paris, wo er die École nouvelle de Boulogne gründete. 1936 übersiedelte die Familie Karsen nach Kolumbien, 1938 in die USA.
Aus der Karl-Marx-Schule wurde wieder das Kaiser-Friedrich-Realgymnasium.
1946 kam Fritz Karsen als Berater der amerikanischen Militärregierung nach Berlin zurück. Er setzte sich für die Ausarbeitung des Berliner Schulgesetzes von 1947 und die Einführung der Einheitsschule in Berlin ein. Zusammen mit seinen früheren Vorstandskollegen im ehemaligen Bund Entschiedener Schulreformer Paul Oestreich und Arno Wagner forderte er im April 1947 in einem Brief an die Preußische Landesversammlung die Erleichterung des Übergangs in höhere Schulen für Volksschüler durch die Einführung einer achtjährigen gemeinsamen Grundschule. Fritz Karsen wirkte an der Reorganisation des Hochschulwesens mit, konnte sich jedoch nicht dazu entschließen, seine reformpädagogische Arbeit in Berlin fortzusetzen. Er kehrte in die USA zurück und starb am 25. August 1951 in Guayaquil (Ecuador).
1956 wurde im antikommunistischen Klima West-Berlins der 1945 unter sowjetischer Verwaltung der für kurze Zeit wiederhergestellte Name von Karl Marx ersetzt gegen den des Physikers Ernst Abbe. Seither ist die Schule das Ernst-Abbe-Gymnasium an der Sonnenallee. Eine Gedenktafel erinnert an Fritz Karsen. Die Homepage der Schule gibt nur unzureichend Auskunft über die Geschichte der Schule.

### Ausnahmeschule in Neukölln ab 1951
Nach 1945 sah es in Berlin für kurze Zeit so aus, als würden sich SPD und KPD darauf verständigen können, für ganz Berlin eine Einheitsschule zu schaffen. Doch bereits im Oktober 1946 kam es zwischen den beiden Parteien, die zusammen über die politische Mehrheit in der Stadt verfügten, zu Differenzen. Die mittlerweile als SED agierende ehemalige KPD insistierte auf einer zwölfjährigen Einheitsschule mit einer gemeinsamen achtjährigen Grundschule und einer Kombination von Kern- und Kursunterricht im 7. und 8. Schuljahr. Die SPD plädierte für eine nur sechsjährige Grundschule mit erleichterten Übergangsmöglichkeiten aufs Gymnasium in den beiden Folgejahrgängen. Nicht zuletzt aufgrund des großen Widerstandes der Berliner Lehrerschaft, die auch die Zulassung von Privatschulen und den Religionsunterricht ablehnte, wurde im November 1947 ein Schulgesetz verabschiedet, das weitgehend dem SED-Konzept entsprach. Diesem Gesetz stimmten die Alliierten im Mai 1948 in ihrer letzten gemeinsamen Beratung mit geringfügigen Änderungen zu.
Vor diesem Hintergrund übernahm 1948 Fritz Hoffmann die Leitung der 37./38. Schule, der späteren Fritz-Karsen-Schule in Neukölln-Britz. Er war schon von 1929 bis 1933 Leiter des zweiten großen Reformprojekts in Berlin, einer der Rütlischulen in Neukölln und sollte eine Reform-Einheitsschule auf der Grundlage des soeben verabschiedeten Berliner Schulgesetzes aufbauen. Diese Aufbauarbeit musste in einer Zeit sich verschärfender politischer Auseinandersetzungen vollzogen werden. Zwei deutsche Staaten hatten sich mittlerweile konstituiert, die Ost-West-Auseinandersetzungen prägten das Klima in der geteilten Stadt und führten auch zu einem endgültigen Auseinanderbrechen der Zusammenarbeit von SPD und SED. Lösungen für Gesamt-Berlin waren fortan nicht mehr das Ziel, sondern in beiden Teilen der geteilten Stadt wurden von nun an Sonderwege begangen. In West-Berlin kämpfte vor allem die CDU gegen die beschlossene Einheitsschule und für die Einführung des Religionsunterrichts. Ihre Kampagnen, in denen unter anderem die Einheitsschule als Einrichtung zur kommunistischen Gleichschaltung diffamiert wurde, führten bei den Wahlen 1950 zu erheblichen Stimmverlusten für die SPD.

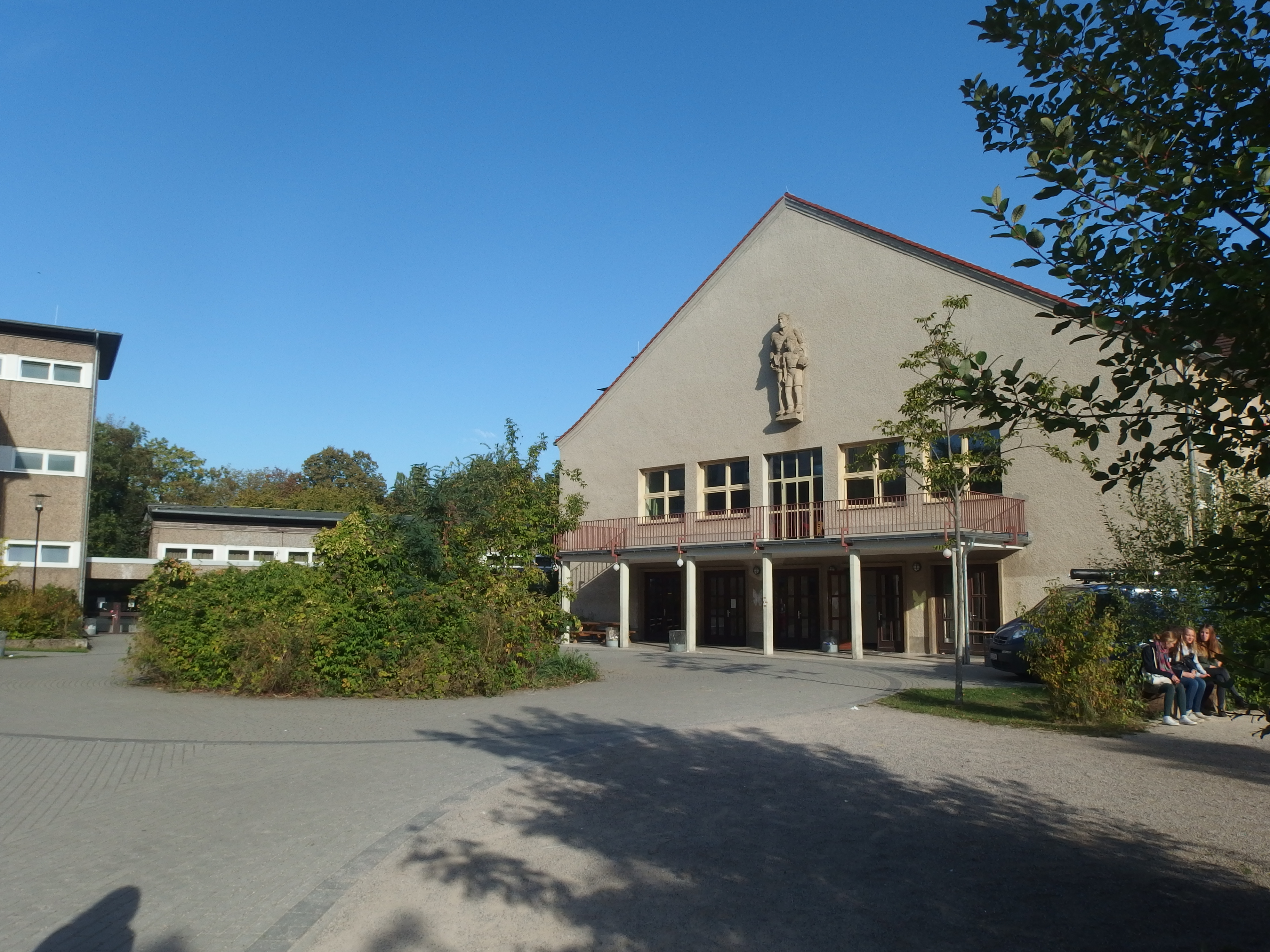
Die heutige Fritz-Karsen-Schule, Onkel-Bräsig-Straße 76/78 in Berlin-Britz

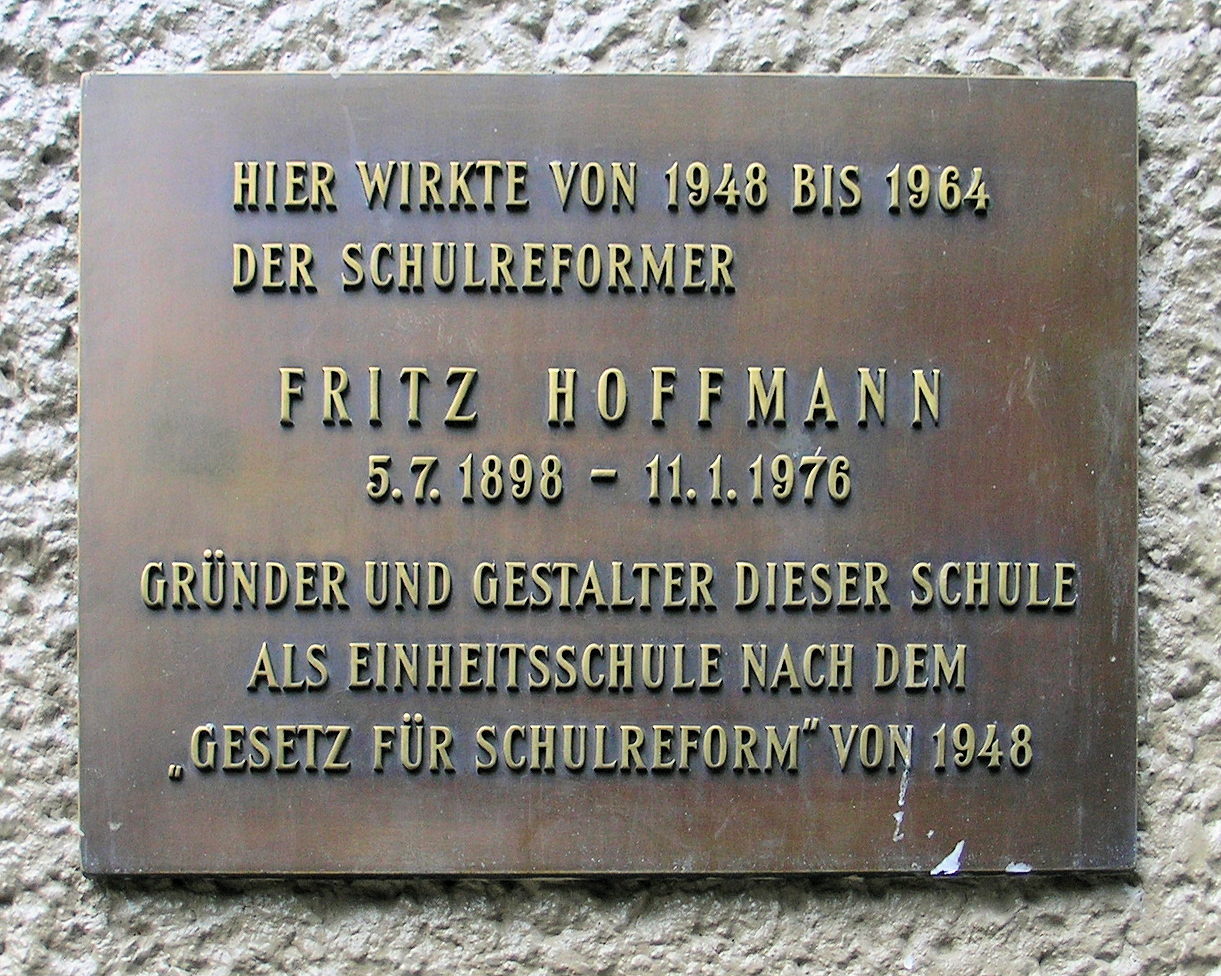
Gedenktafel für Fritz Hoffmann

In den folgenden Koalitionsvereinbarungen stimmte die SPD tiefgreifenden Änderungen am bisherigen Schulsystem zu. Sie akzeptierte die nur noch sechsjährige gemeinsame Grundschule mit nachfolgender sechsjähriger Oberschule mit drei Zweigen. Religionsunterricht wurde wieder gestattet. Das Wort ‚Einheitsschule‘ verschwand aus dem 1951 verabschiedeten Schulgesetz, und die SPD gab einen Senatorenposten ab, der für die Partei in den 1920er Jahren nahezu identitätsstiftend gewesen war: Anfang 1951 wurde Joachim Tiburtius zum Senator für Volksbildung in Berlin gewählt. Bis 1963 leitete er dieses Ressort unter den regierenden Berliner Bürgermeistern Ernst Reuter (SPD), Walther Schreiber (CDU), Otto Suhr (SPD) und Willy Brandt (SPD).
Doch an einer Stelle wurde die Tradition Fritz Karsens hochgehalten und dem Schulgesetz von 1951 Widerstand entgegengesetzt. Lehrer und Eltern der 37./38. Schule wehrten sich erfolgreich gegen die Umwandlung ihrer Schule im Sinne des neuen Gesetzes. Sie kämpften für die Einheitsschule und hatten Erfolg. Als einzige Schule in West-Berlin durften sie am Konzept der Einheitsschule festhalten. Sie galt fortan als „Schule besonderer pädagogischer Prägung“. 1956 wurde die Schule in Fritz-Karsen-Schule umbenannt.

## Werke
- Fritz Karsen: Die Schule der werdenden Gesellschaft. Stuttgart/Berlin, 1921.
- Fritz Karsen, Bruno Taut: Die Dammwegschule Neukölln. Berlin 1928.